# シェバ (ビクリの子)
シェバ（Sheba）は、『旧約聖書』の「サムエル記下」20章に登場するユダヤ人の反乱者である。
ダビデ王が息子アブサロムの反乱を鎮圧した後で、ベニヤミン人ビクリの息子であったシェバはイスラエルの人々に呼びかけてダビデに対して蜂起する。ユダ族以外の多くの人々がシェバを支持したため、事態を重くみたダビデ王は自分の右腕であった最高司令官ヨアブとその弟アビシャイに命じてシェバを討たせる。シェバがベト・マアカのアベルという町に逃げ込んだため、ヨアブは町を包囲するが、シェバは町の女の策略によって殺害され、その首が城外に投げ落とされた。

## 関連事項
- 聖書の登場人物の一覧